# Victor Carril
 (juin 2016).
Si vous disposez d'ouvrages ou d'articles de référence ou si vous connaissez des sites web de qualité traitant du thème abordé ici, merci de compléter l'article en donnant les références utiles à sa vérifiabilité et en les liant à la section « Notes et références ».
Victor Carril est un acteur français. Il est le frère jumeau d'Alexandre Carril.

## Filmographie

### Cinéma

#### Longs métrages
- 2004 : Les Fautes d'orthographe de Jean-Jacques Zilbermann
- 2008 : Donne-moi la main de Pascal-Alex Vincent
- 2009 : Sherlock Holmes : Jeu d'ombres de Guy Ritchie

#### Courts métrages
- 2005 : Bébé requin de Pascal-Alex Vincent
- 2013 : Prince de Lucas Gloppe Milord